# Igreja Matriz de São Pedro (Faro)

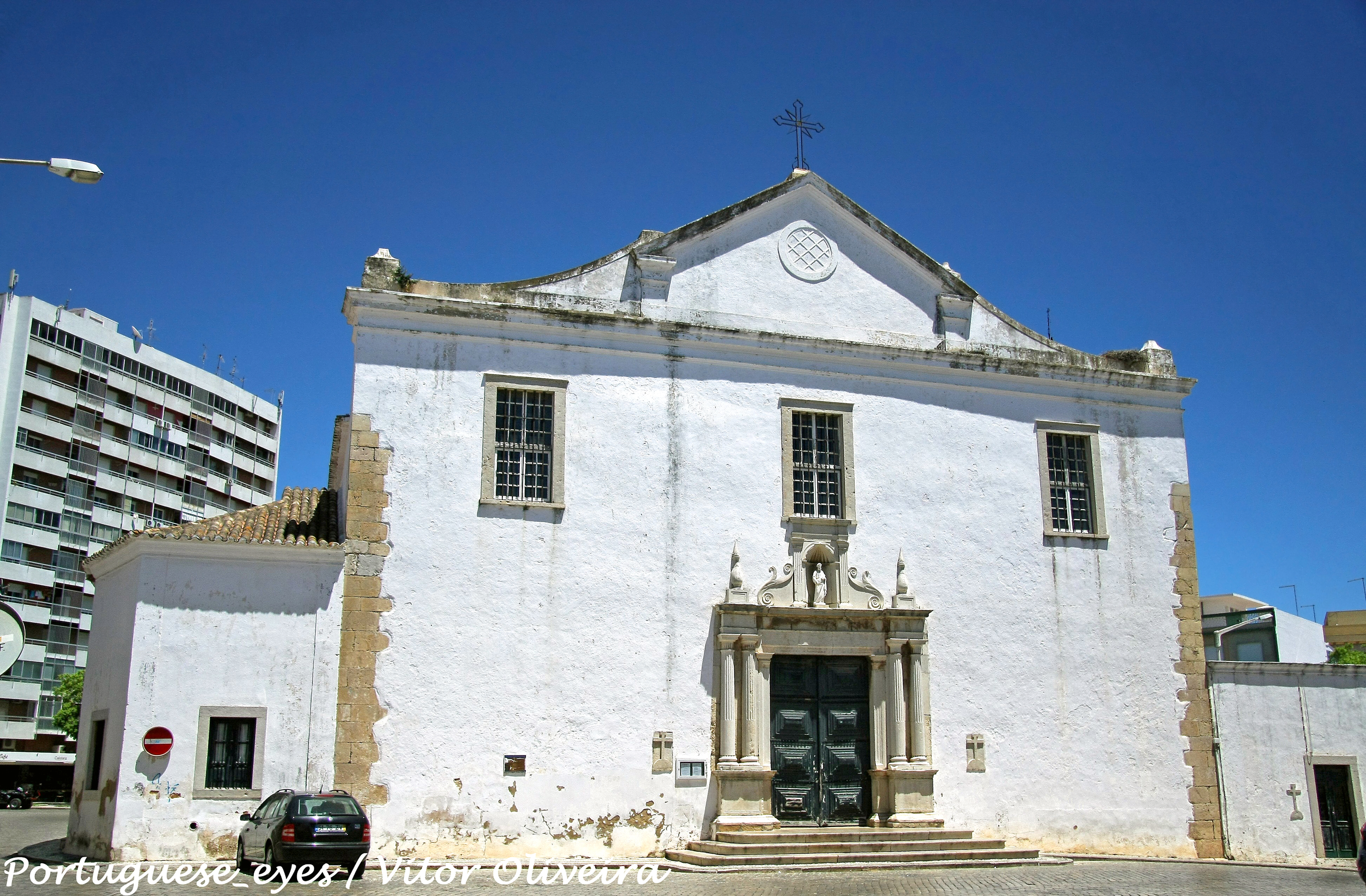

A Igreja de São Pedro situa-se na cidade de Faro e constitui uma primitiva ermida mandada construir por mareantes. Foi ampliada devido à transferência da nova sede da Paróquia, tendo sido totalmente reconstruída em meados do século XVI. Afectada pelo terramoto de 1755, procedeu-se novamente à sua reconstrução. Na fachada, o pórtico é emoldurado por dois pares de colunas jónicas que suportam a cornija rematada com um nicho, com a estátua de São Pedro.
No seu interior, tem três naves e cabeceira composta por capela-mor e duas capelas laterais abobadadas. A capela-mor tem um retábulo dos finais do século XVII, provavelmente, um dos primeiros exemplares do estilo barroco no Algarve.
Merece ainda particular destaque a Capela de Nossa Senhora da Vitória, que possui um retábulo rococó, os azulejos da Capela das Almas e o conjunto de esculturas dos séculos XVII e XVIII que preenchem os vários altares da igreja.
Contém o arquivo documental da Paróquia de São Pedro, com registos datados da primeira metade do século XVII.

## Ligações Exteriores
- «Sítio oficial»
- Igreja Matriz de São Pedro no Facebook